# Una Paloma Blanca
Una Paloma Blanca (в превод от испански на български език – Един бял гълъб), позната още като Paloma Blanca, е песен на холандската група George Baker Selection, като песента е тотален хит, като през 1975 година е №1 в почти цяла Европа (цели 13 седмици е начело на класацията за поп-музика в Германия).
Песента е включена в петия албум на групата и дава неговото име.

## Предистория
| Видео клип George Baker Selection „Paloma Blanca“. |
| -------------------------------------------------- |

„Una Paloma Blanca“ е написана от лидера на групата Джордж Бейкър. Песента е посветена от музикантите на премахването на фашистките власти в Португалия, но по-скромното тълкуване е, че песента е посветена само на борещите се за свобода.

## Версии
Песента е адаптирана няколко пъти, първо чрез музикант Джонатан Кинг, още същата година когато се появява оригинала, като печели награда за най-добър запис на годината във Великобритания.
През 1975 година, денс-бандата от Швеция – „Säwes“, прави песента №1 хит в Швеция, като текста е адаптиран на шведски език от Ханс Ритерстрьом.
Джордж Бейкър прави нова версия на хита си през 2005 година, за саунтрака на филма „Vet Hard“, като е използвана и по-рано във филми – през 1982 година, във филма „Песента на палача“ (на английски език – „The Executioner's Song“).
Много популярна става версията на песента, изпълнена от легендата на гръцката музика Демис Русос.
Предвид популярността на песента, тя става лесно преработвана и дори адаптирана на множество езици. През 70-те години в България е обработена от Трио „Синхрон“(Ст. Гигов, В. Цокова, Г. Бейков) и записана в „Балкантон“ под името „Палома Бланка“, като припева на песента е в оригинал, но като цяло песента е на български език: „Una Paloma Blanca, гълъб с бели крила...“.
| Видео на интерпретацията на Демис Русос „Una Paloma Blanca“. |
| ------------------------------------------------------------ |

През 1993 година песента е записана от хърватската група Vatrogasci (в превод – Пожарникарите), като е направена в стил турбофолк.
В САЩ, актьора Еди Мърфи изпълнява своя версия на песента, променена като Una Panoonah Banka, в своето комедийно шоу.